# Zielonyj Szlach
Zielonyj Szlach (ros. Зелёный Шлях) – chutor w zachodniej Rosji, w sielsowiecie nowoiwanowskim rejonu sudżańskiego w obwodzie kurskim.

## Geografia
Miejscowość położona jest nad rzeką Snagosć, 9,5 km od granicy z Ukrainą, 1,5 km od centrum administracyjnego sielsowietu nowoiwanowskiego (Nowoiwanowka), 19 km od centrum administracyjnego rejonu (Sudża), 90 km od Kurska.

## Demografia
W 2010 r. miejscowość zamieszkiwało 37 osób.